# Lady McLeod
Le Lady McLeod est un navire qui servit aux liaisons maritimes entre Port-d'Espagne et San Fernando, dans l'île Trinité, aujourd'hui dans l'État de Trinité-et-Tobago.
Ce bateau à vapeur permet un service postal privé de fin 1845 à 1854, marqué à la fin des années 1840 par l'usage d'un timbre-poste.

## Histoire

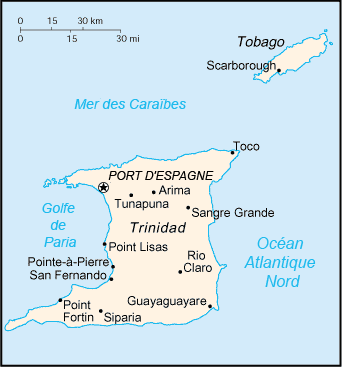
Carte de la Trinité : les deux villes que ralliait le Lady McLeod se situe à l'ouest, sur le golfe de Paria.

Construit par Napier à Glasgow, le bateau entre en service en novembre 1845 et est baptisé en l'honneur de l'épouse du gouverneur, Sir Henry McLeod, qui part à la retraite peu avant. D'un tonnage de soixante tonnes et doté d'une puissance de quarante chevaux-vapeur, sa propulsion lui permet de rallier Port of Spain et San Fernando, séparées de vingt-cinq milles marins.
Initialement propriété de la Turnbull, Stewart & Co. qui accueille une boîte aux lettres à Port of Spain, le navire est cédé à David Bryce en 1846. Il le revend quelques années plus tard à une entreprise de San Fernando.
Au début des années 1850, le monopole postal tombe et une concurrence commence face aux navires américains et néerlandais. Le Lady McLeod est vendu une dernière fois avant de sombrer près de San Fernando en 1854.
La cloche du navire, retrouvée, est exposée régulièrement par la Trinidad Philatelic Society.

## Timbre-poste

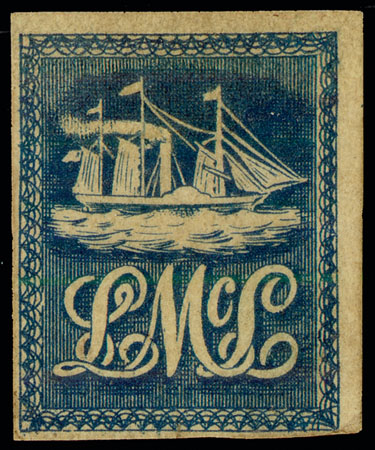
Le timbre du Lady McLeod.

Le service postal privé assuré par le Lady McLeod est créé dès le début de sa carrière, en 1845, avec deux tarifs : un abonnement mensuel d'un dollar ou le paiement de 10 cents par lettre.
Cependant, en avril 1847, Bryce met en place un système de timbre-poste vendu 5 cents ou 4 cents si achetés par cent. Le Lady McLeod transporte désormais les lettres des abonnés à jour de leur paiement et celles revêtues du timbre non dentelé, représentant le navire à vapeur et à voiles en blanc sur fond bleu. Le bas est orné des initiales manuscrites « L Mc L ». Le timbre est imprimé en lithographie. L'oblitération du timbre s'effectue avec une croix dessinée à la main ou en déchirant un coin.
À partir de 1851, la colonie britannique de Trinité émet ses premiers timbres-poste représentant Britannia assise d'abord d'après une aquarelle d'Henry Corbould puis avec un nouveau dessin jusqu'en 1935, ainsi que l'effigie de la reine Victoria dans les années 1860 à 1890.

### Sources de l'article
- Nicholas Courtney, The Queen's Stamps. The Authorised History of the Royal Philatelic Collection, éd. Methuen, 2004,  (ISBN 0413772284), pages 48–50. Récit inspiré d'une lettre du 2 juin 1847 portant un timbre « Lady McLeod » non annulé, acquise par le duc d'York, futur roi George V.
- James Mackay, Her ladyship's ship, article publié dans Stamp Magazine no 73-10, octobre 2007, page 59.